# Лі Джей Кобб
Лі Джей Кобб (англ. Lee J. Cobb, уродж. Лео Джейкобі; нар. 8 грудня 1911, Бронкс, Нью-Йорк, США — пом. 11 лютого 1976, Вудленд-Гіллз, Каліфорнія, США) — американський актор театру, кіно і телебачення, дворазовий номінант премії «Оскар» за найкращу чоловічу роль другого плану.

## Біографія
Лі Джей Кобб (уродж. Лео Джейкобі) народився в Нью-Йорку в єврейській родині іммігрантів з Російської імперії та Румунії. Його батько, Бенджамін (Бенціон) Джейкоб, працював складачем в ідишмовній газеті; мати, Кейт Найлехт, була домогосподаркою. Навчався в Нью-Йоркському університеті, після чого, у 1934 році, дебютував в кіно у фільмі «Зникаючі тіні».

## Вибіркова фільмографія
| Рік  |   | Українська назва         | Оригінальна назва       | Роль                          |
| ---- | - | ------------------------ | ----------------------- | ----------------------------- |
| 1943 | ф | Пісня Бернадетти         | The Song of Bernadette  | доктор Дузус                  |
| 1947 | ф | Капітан із Кастилії      | Captain from Castile    | Хуан Гарсія                   |
| 1949 | ф | Шосе крадіїв             | Thieves' Highway        | Майк Філья                    |
| 1951 | ф | Сірокко                  | Sirocco                 | полковник Феру                |
| 1954 | ф | У порту                  | On the Waterfront       | Джонні Френдлі                |
| 1957 | ф | 12 розгніваних чоловіків | 12 Angry Men            | Присяжний № 3                 |
| 1958 | ф | Брати Карамазови         | The Brothers Karamazov  | Федор Карамазов               |
| 1960 | ф | Вихід                    | Exodus                  | Барак Бен Канаан              |
| 1962 | ф | Як підкорили Захід       | How the West Was Won    | Лу Ремзі                      |
| 1966 | ф | Наша людина Флінт        | Our Man Flint           | Ллойд Крамден                 |
| 1968 | ф | День сови                | Il giorno della civetta | Дон Марьяно Арена             |
| 1968 | ф | Блеф Куґана              | Coogan's Bluff          | лейтенант Макілрой            |
| 1969 | ф | Маккенове золото         | Mackenna's Gold         | редактор                      |
| 1973 | ф | Екзорцист                | The Exorcist            | лейтенант Вільям Ф. Кіндерман |